# 南投艦
南投艦，為中華民國行政院海岸巡防署（今海洋委員會海巡署）建造之巡防救難艦，隸屬於東機隊，母港為花蓮港。
本艦係以海域執法、海事服務等任務需求作規劃，具優異耐浪與穩定性，並備有優良消防系統能量及具有更穩定推進系統。該艦最主要的特色是艦上配載之警備救難小艇，有別於傳統設計，不僅在緊急救難任務時可採用艉舵收放方式，操作靈活，且傾覆180 度時仍可靠自體預留浮力自動扶正，將有效提升救難任務之達成；艦艙之設計結合舒適與ｅ化功能，能適度調整執勤人員住艙空間及降低噪音，是一艘高性能的巡防艦。